# Hôtel de Ligne
Het Hôtel de Ligne is een herenhuis aan de Koningsstraat in de Koninklijke Wijk van Brussel en huisvest het Parlement van de Franse Gemeenschap van België. Het heeft als adres Koningsstraat 72 en ligt tegenover het Park van Brussel.

## Geschiedenis
Het Hôtel de Ligne maakt deel uit van een groter geheel van neo-klassieke gebouwen die in de tweede helft van de achttiende eeuw, tijdens het Oostenrijkse bewind, gebouwd werden. Dit omvat onder andere het huidige Koninklijk Paleis en het Paleis der Natie, maar ook verschillende burgerhuizen (hôtels in het Frans), waaronder het Errera-huis, Hôtel Empain en Hôtel de Ligne. Het Hôtel de Ligne werd in 1777 opgetrokken voor de graaf de Lannoy. In 1834 werd het eigendom van de prins de Ligne, een van de voornaamste families uit de Belgische adel. In 1897 werd het gekocht door de "Tramways bruxellois" om een jaar later eigendom te worden van een bank, later Ethias. Sinds 27 september 2001 is er het parlement van de Franse Gemeenschap gehuisvest.